# 范檟
范檟（1517年—1597年），字子美，號養吾，浙江紹興府會稽縣人，明朝政治人物。

## 生平
嘉靖二十八年（1549年）己酉科浙江鄉試第三十名舉人，二十九年（1550年）庚戌科會試第六十四名進士。授工部虞衡司主事，管节慎库。补刑部广东司，明年审决关内，未报命就转云南司员外郎，寻升本司郎中。嘉靖三十八年（1559年）出任淮安府知府。著有《洗心居格言》、《观史雅言》二卷、《首尾吟》等集。

## 家族
曾祖范鑣，曾任封川知縣；祖父范垣；父范琦，曾任新昌县典史，封奉政大夫刑部云南司郎中。母黃氏。慈侍下。兄相、楠、梧、椿、機、本。弟木、槔（省祭官）。